# Matthew Tuck
Matthew »Matt« Tuck se je rodil 20.januarja, leta 1980 v Bridgendu, ki je na jugu Walesa. Je pevec štiričlanske metal skupine Bullet for my Valentine (old bend Jeff Killed John brez basista Nika Crandla, kajti zapustil je to skupino dan pred snemanjem pesmi), ki je nastala leta 2003. Matt igra električno kitaro (Jackson Black RR1T), bobne, klavir in harmoniko. Je pisec besedil. Preden je postal član te skupine je delal pri Virgin Megastore v Walesu. Matt je pel z Max Cavalera & Apocalyptica (imajo tudi skupno pesem-Repressed)